# Maciej Węgierski
Maciej Węgierski herbu Belina (ur. 1581 w Ostrorogu, zm. 11 listopada 1638) – protestancki kaznodzieja. Pochodził z drobnoszlacheckiej rodziny wielkopolskiej wywodzącej się z Węgierek w dawnym powiecie pyzdrskim. Urodził się jako najstarszy syn Wacława Węgierskiego i nieznanej z nazwiska Jadwigi.
Kształcił się w szkole braci czeskich w Ostrorogu, a następnie w Kożuchowie na Śląsku oraz w 1599 r. we Frankfurcie nad Odrą, gdzie powrócił ponownie w 1605 r. W 1607 r. został rektorem szkoły w Ostrorogu, a rok później prywatnym kaznodzieją Krzysztofa Mycielskiego w Borzęciczkach. 17 maja 1609 r. ordynowany na duchownego Jednoty braci czeskich, został nadwornym kaznodzieją Rafała Leszczyńskiego. Od 1611 r. przeniósł się do Małopolski i 19 marca został domowym kaznodzieją Marianny z Leszczyńskich księżnej Zasławskiej. Pełnił przez jakiś czas również obowiązki pastora kalwińskiego zboru w Bełżycach oraz w Lubartowie. Zmarł na atak apopleksji podczas wygłaszania kazania. 
Z jego spuścizny literackiej pozostało niewiele, bo zaledwie okolicznościowy łaciński wiersz weselny na zaślubiny brata, Andrzeja Węgierskiego i Doroty z Orliczów, pochodzący z 1624 r. Został on wydany drukiem w zbiorku Epithalamia votiva (Baranów 1629).